# Heinrich Bongartz

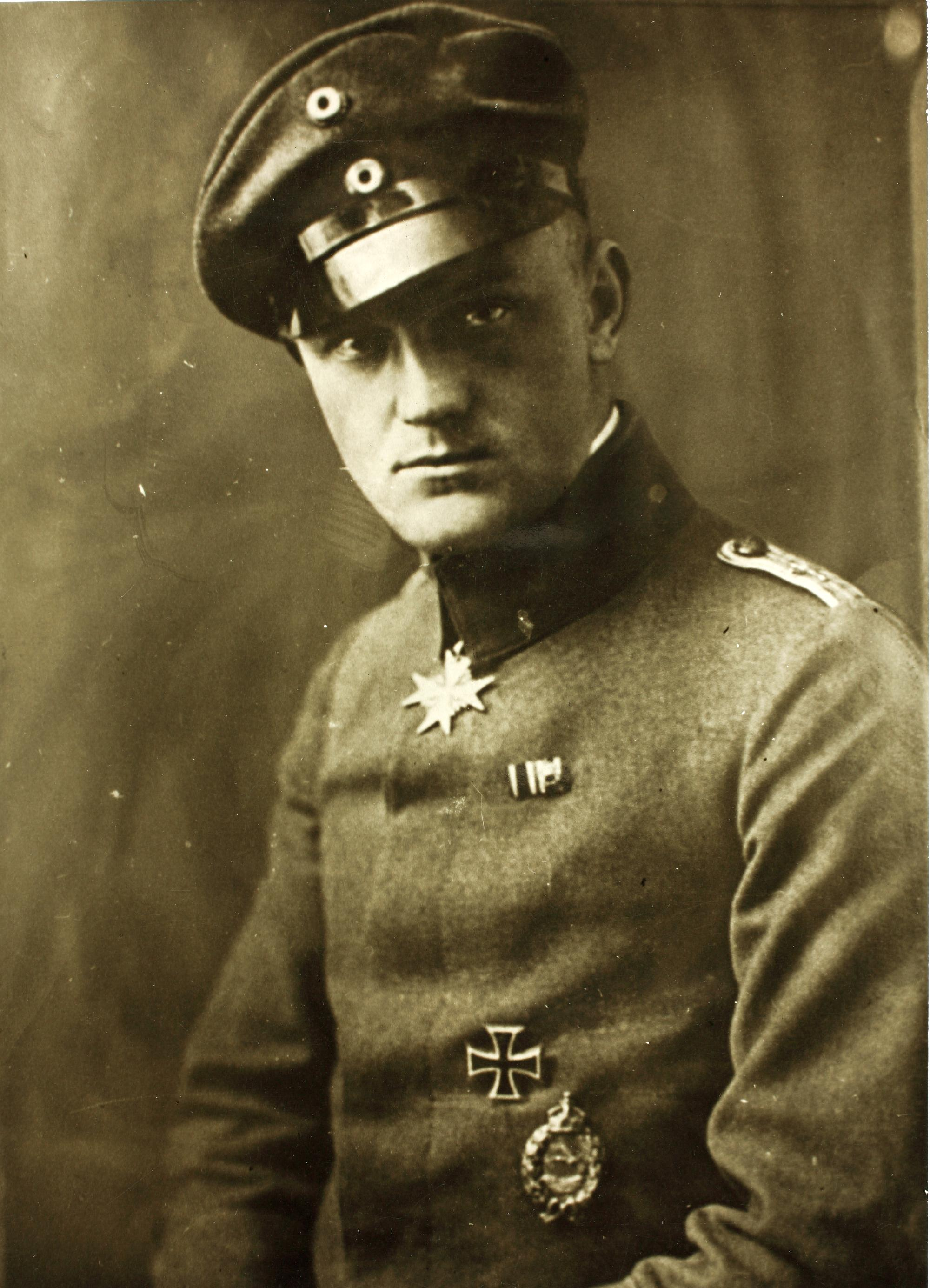
Heinrich Bongartz

Heinrich Peter Bongartz (* 31. Januar 1892 in Walsum-Aldenrade; † 23. Januar 1946 in Rheinberg) war ein deutscher Offizier sowie Jagdflieger, der im Ersten Weltkrieg 33 bestätigte Luftsiege erzielte.

## Jugend und Ausbildung
Er war der älteste Sohn des Landwirtes Peter Michael Bongartz und dessen Ehefrau Catharina, geborene Elmendorf.
Nach dem Besuch des Realgymnasiums in Hamborn und des Lehrerseminars in Elten am Niederrhein bestand er im Jahre 1912 die Lehrerprüfung. Anschließend war Bongartz bis 1914 als Schullehrer an der Hohenzollernschule in Hamborn tätig. Es folgte kurz vor dem Krieg die Dienstzeit als Einjährig-Freiwilliger beim Infanterie-Regiment „Freiherr von Sparr“ (3. Westfälisches) Nr. 16 in Mülheim an der Ruhr.

## Erster Weltkrieg
Ab August 1914 nahm Bongartz als Freiwilliger im Reserve-Infanterie-Regiment Nr. 13 als Infanterist an den Kämpfen um Verdun teil. Im März 1916 wurde er zum Leutnant der Reserve befördert. Im Juli 1916 wechselte er zur Fliegertruppe, wo er in der Feldfliegerabteilung FA 5 in Hannover zum Aufklärer und anschließend in Hamburg-Fuhlsbüttel zum Flugzeugführer ausgebildet wurde. Im Oktober 1916 nahm er im Kampfgeschwader KG 5 als Bombenflieger an der Sommeschlacht teil. Nach Einsätzen in der Schutzstaffel 9 Anfang 1917 erfolgte die Versetzung zur neu gebildeten Jagdstaffel Jasta 36.
Am 6. April 1917 errang Bongartz seinen ersten Luftsieg in der Nähe von Vitry. Es folgten in rascher Folge weitere Abschüsse, im November 1917 der 20. Sieg. Nach der Genesung von einer schweren Verletzung übernahm er die Führung der Jagdstaffel 36. Nach dem 27. Luftsieg erhielt Bongartz am 23. Dezember 1917 den Orden Pour le Mérite aus den Händen von Kaiser Wilhelm II. Bereits vorher war Bongartz mit beiden Klassen des Eisernen Kreuzes sowie dem Ritterkreuz des Königlichen Hausordens von Hohenzollern mit Schwertern ausgezeichnet worden.
Der Gemeinderat seiner Heimatgemeinde Walsum veranstaltete am 17. Januar 1918 anlässlich der Ordensverleihung eine Festsitzung und gründete die „Leutnant-Bongartz-Stiftung“.
Den 33. und letzten Luftsieg errang Bongartz am 27. März 1918. Einen Monat später wurde er bei einem Luftkampf zum 6. Mal schwer verletzt, wobei er das linke Auge verlor, was das Ende seiner Laufbahn als Kampfpilot bedeutete.

## Zwischenkriegszeit
Nach der Wiederherstellung wurde Bongartz zum Leiter der Flugzeugprüfstelle in Berlin-Adlershof ernannt. Während der Unruhen der Novemberrevolution 1918 wurde er im Kampf gegen Spartakisten am Bein schwer verletzt. Ab 1919 folgte eine zivile Tätigkeit als Leiter des Flughafens der Deutschen Luft-Reederei (einem Vorläufer der Lufthansa) in Gelsenkirchen. Im Januar 1921 stürzte Bongartz bei einem Schauflug ab und überlebte schwer verletzt.
Nach der Schließung des Gelsenkirchener Flughafens aufgrund der Bestimmungen des Versailler Vertrages folgten Tätigkeiten als Verkaufsdirektor einer norddeutschen Mineralöl-Raffinerie und später als Berater der neu gegründeten Luftwaffe. Am 1. Februar 1936 wurde Bongartz in Essen zum Hauptmann der Reserve befördert.

## Zweiter Weltkrieg
Im Zweiten Weltkrieg war der am 27. August 1939 zum Oberstleutnant beförderte Bongartz von 1941 bis 1942 in Pskow an der Ostfront stationiert. 1943 folgte die Versetzung als Nachtjägerkommandant in Grove, damals in Dänemark und 1944 ein Nachtjägerkommando in Finnland.
Den Krieg überlebte der Oberst der Reserve. Er verstarb am 23. Januar 1946 im niederrheinischen Rheinberg an einem Herzinfarkt und wurde am 29. Januar 1946 auf dem Friedhof in Walsum-Aldenrade beerdigt.